# Nome in codice Red Rabbit
Nome in codice Red Rabbit è un romanzo relativo alla serie di spionaggio-tecnopolitica di Tom Clancy, in cui si narra la vita di Jack Ryan. Cronologicamente, si colloca molto addietro all'interno della saga, pur essendo stato scritto molto di recente.

## Trama
È il 1981, Oleg Ivanovič Zajcev, ufficiale del KGB operante al centro comunicazioni del Cremlino, viene a conoscenza di un'operazione sovietica volta all'assassinio del papa Giovanni Paolo II, colpevole di voler aiutare il popolo polacco nella sua difficile situazione politica e sociale, con l'appoggio sul campo dei servizi segreti bulgari, il KDS. Zajcev però non riesce a accettare che un uomo innocente come il pontefice venga ucciso per meri scopi politici e decide quindi di disertare, dopo aver preso contatto con uno degli agenti statunitensi della CIA a Mosca, per mettere al corrente i servizi segreti occidentali di questa operazione e impedirne l'attuazione.
Jack Ryan, analista della CIA, viene coinvolto per la prima volta in un'operazione sul campo. Il suo compito è dare appoggio alla squadra dei servizi segreti britannici, l'MI6, che ha il delicatissimo obiettivo di espatriare il "Red Rabbit" Zajcev e la sua famiglia dall'Unione Sovietica.
Dal momento in cui la preziosa informazione entra in possesso degli americani e degli inglesi gli agenti vengono schierati sul campo, e anche quello che dovrebbe essere un semplice analista finisce in prima linea per dare tutto l'appoggio possibile. Le forze di polizia italiane non vengono informate per evitare fughe di notizie e l'operazione viene portata avanti; in effetti Ali Ağca riuscirà a sparare al Papa, ma il colonnello bulgaro che avrebbe dovuto uccidere il turco subito dopo l'attentato per eliminare qualsiasi collegamento tra lui e il DS, e di conseguenza con il KGB, viene fermato da Jack e dopo essere stato interrogato, viene "inabilitato" e lasciato in un'auto.

## Curiosità
Nel libro sono presenti delle inesattezze storiche, probabilmente volute dall'autore per seguire una cronologia iniziata in Attentato alla corte d'Inghilterra, di cui questo è il sequel. Prendendo come riferimento il 15 agosto 1982, data di avvio dell'operazione del KGB, le inesattezze più evidenti sono l'attentato al Papa che avviene 13 maggio 1981, la morte di Michail Andreevič Suslov (Segretario del Comitato Centrale del PCUS) che avviene il 25 gennaio 1982 e la citazione sulla Guerra delle Falkland che avviene nel 1982.

## Edizioni
- Tom Clancy, Nome in codice Red Rabbit, collana BUR, Rizzoli.